# Čéres
Čéres je velmi široký (až 35 cm) opasek z přeložené kůže, který byl oblíbený u Huculů – horalů obývajících východní Slovensko a západní Ukrajinu. Čéres se zapínal na přezky a po obvodu měl řadu kapes. Často se čéresy pošívaly kroužky a háčky, na které bylo možné pověsit váčky, nože, lžíce, křesací ocílky, klíče k palným zbraním s kolečkovým zámkem apod.[nenalezeno v uvedeném zdroji] Čéres je často mylně spojován se záporožskými kozáky, ale k jejich tradičnímu odění nikdy nepatřil. 